# Новодмитрівська сільська рада (Іванівський район)
Новодми́трівська сільська́ ра́да — адміністративно-територіальна одиниця та орган місцевого самоврядування в Іванівському районі Херсонської області. Адміністративний центр — село Новодмитрівка Друга.

## Загальні відомості
Новодмитрівська сільська рада утворена в 1905 році.
- Територія ради: 94,692 км²
- Населення ради: 1 235 осіб (станом на 2001 рік)

## Населені пункти
Сільській раді підпорядковані населені пункти:
- с. Новодмитрівка Друга
- с. Дмитрівка
- с-ще Новознаменка
- с-ще Федорівка

## Склад ради
Рада складається з 16 депутатів та голови.
- Голова ради: Дереза Галина Олексіївна
- Секретар ради: Сібільова Світлана Семенівна

### Керівний склад попередніх скликань
| Прізвище, ім'я, по батькові | Основні відомості                                                         | Дата обрання | Дата звільнення |
| --------------------------- | ------------------------------------------------------------------------- | ------------ | --------------- |
| Дереза Галина Олексіївна    | Сільський голова, 1958 року народження, освіта вища                       | 26.03.2006   | 31.10.2010      |
| Дереза Галина Олексіївна    | Сільський голова, 1958 року народження, освіта вища, член Партії регіонів | 31.10.2010   |                 |

Примітка: таблиця складена за даними сайту Верховної Ради України

### Депутати
За результатами місцевих виборів 2010 року депутатами ради стали:

#### За суб'єктами висування
| Суб'єкт висування           | Кількість обраних депутатів | %    |
| --------------------------- | --------------------------- | ---- |
| Партія регіонів             | 11                          | 68,8 |
| Комуністична партія України | 5                           | 31,3 |

#### За округами
| № округу                    | Прізвище, ім'я, по батькові        | Дата визнання обраним | Освіта             | Партійна приналежність            | Відомості про обраного депутата                                  |
| --------------------------- | ---------------------------------- | --------------------- | ------------------ | --------------------------------- | ---------------------------------------------------------------- |
| Комуністична партія України |                                    |                       |                    |                                   |                                                                  |
| 6                           | Кружкова Людмила Іванівна          | 04.11.2010            | середня            | позапартійна                      | Новодмитрівський дошкільний заклад «Ромашка», підсобний робітник |
| 10                          | Воловоденко Ганна Петрівна         | 04.11.2010            | середня спеціальна | член Комуністичної партії України | Новодмитрівський фельдшерсько-акушерський пункт, медична сестра  |
| 14                          | Коржук Людмила Іванівна            | 04.11.2010            | середня спеціальна | позапартійна                      | тимчасово не працює                                              |
| 15                          | Гуменюк Василина Іванівна          | 04.11.2010            | середня            | член Комуністичної партії України | ПП Костиненко, реалізатор                                        |
| 16                          | Сушко Людмила Іванівна             | 04.11.2010            | середня            | позапартійна                      | тимчасово не працює                                              |
| Партія регіонів             |                                    |                       |                    |                                   |                                                                  |
| 1                           | Домантович Світлана Олександрівна  | 04.11.2010            | середня спеціальна | член Партії регіонів              | тимчасово не працює                                              |
| 2                           | Костиненко Олександр В'ячеславович | 04.11.2010            | вища               | член Партії регіонів              | фізична особа-підприємець, голова                                |
| 3                           | Гречана Ірина Олегівна             | 04.11.2010            | середня            | член Партії регіонів              | Новодмитрівський фельдшерсько-акушерський пункт, акушерка        |
| 4                           | Атажанова Лариса Сергіївна         | 04.11.2010            | вища               | член Партії регіонів              | Новодмитрівська загальноосвітня школа I-III ст., вчитель         |
| 5                           | Ткачова Оксана Олексіївна          | 04.11.2010            | середня спеціальна | член Партії регіонів              | Новодмитрівський сільський будинок культури, художній керівник   |
| 7                           | Проха Тетяна Олександрівна         | 04.11.2010            | середня            | член Партії регіонів              | ПП Костиненко, пекар                                             |
| 8                           | Лук'янчук Валентина Василівна      | 04.11.2010            | середня            | член Партії регіонів              | тимчасово не працює                                              |
| 9                           | Хребтов Віталій Анатолійович       | 04.11.2010            | середня спеціальна | член Партії регіонів              | приватний підприємець, голова                                    |
| 11                          | Сушко Віктор Семенович             | 04.11.2010            | вища               | позапартійний                     | Новодмитрівська загальноосвітня школа I-III ст., вчитель         |
| 12                          | Овсянікова Ірина Анатоліївна       | 04.11.2010            | вища               | член Партії регіонів              | Новод-митрівський дошкільний заклад «Ромашка», вихователь        |
| 13                          | Сібільова Світлана Семенівна       | 04.11.2010            | середня спеціальна | член Партії регіонів              | Новодмитрівська сільська рада, секретар                          |

## Населення
Згідно з переписом УРСР 1989 року чисельність наявного населення села становила 1424 особи, з яких 681 чоловік та 743 жінки.
За переписом населення України 2001 року в селі мешкало 1212 осіб.

### Мова
Розподіл населення за рідною мовою за даними перепису 2001 року:
| Мова       | Відсоток |
| ---------- | -------- |
| українська | 71,26 %  |
| російська  | 27,45 %  |
| вірменська | 0,73 %   |
| білоруська | 0,24 %   |
| молдовська | 0,16 %   |